# نظريات مؤامرة جونز تاون

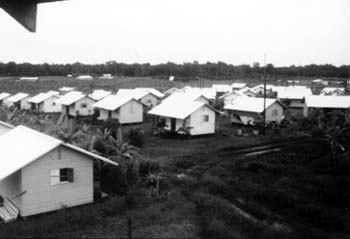

نظريات مؤامرة جونز تاون هي نظريات مؤامرة تدور حول المشروع الزراعي لمعبد الشعوب ومذبحة جونز تاون. يؤكد كثيرٌ من أنصار أمثال هذه النظريات أن قوى خارجية أسهمت في ما حدث في المجمع وفي المذبحة. وتشمل هذه النظريات تأكيدات على أن الأحداث في جونز تاون تمثل جهود وكالة الاستخبارات المركزية الساعية إلى السيطرة على العقول أو إلى إجراء أنواع مشابهة من الاختبارات الجماعية، وطالما آمن أتباع هذه النظريات أن هذا مثال سرّيّ عن مشروع إم كي ألترا. 

## تناقضات في التحقيق
أشارت العناوين الرئيسة في نيويورك بوست ونيويورك تايمز وسان فرانسيسكو إكزاماينر إلى تقارير من الجيش الغياني تشير إلى أن 408 نسمةً قتلت نفسها وهرب 500 آخرون من الغابات المحيطة.
وصل جيش الولايات المتحدة الأمريكية بعد أيام معدودة وارتفع عدد القتلى سريعًا، إذ كان 700 ثم صار 780، وكانت الحصيلة الأخيرة التي نُشرت بعد سبعة أيام من التقرير الغياني تؤكد موت 909 أشخاص، ثم توفي 4 أتباع في مكاتب المعبد في العاصمة جورج تاون، وقُتل في مهبط الطائرات في مطار كايتوما خمسة أعضاء من الوفد الممثل لليو ريان، منهم عضو كونجرس. ولم يبقَ من أهالي جونز تاون حسب التقارير إلا 167 نسمة.
وفي شرح هذه التناقضات، صرحت الولايات المتحدة الأمريكية أن الغيانيين «لا يستطيعون العد»، وقال آخرون إن 400 جثة وجدت مباشرة مكدَّسة على نحوٍ تخفي به 500 جثة أخرى. غطت جثث الموتى الأرض، وكانت الجثث يتحلل بعضها فوق بعض قرب المجمع، ولم تظهر الجثث في المباني الأخرى أو الأماكن النائية في ذلك الوقت.
ومع أن العدد الإجمالي لسكان جونز تاون لم يكن موثوقًا تمامًا، فإنه حسب التقديرات يمكن أن يكون بين 20 و120 تابعٍ لم يُذكَر. يدعي أصحاب نظرية المؤامرة ومساعد واحد على الأقل من الكونجرس أن هؤلاء الناس شكلوا ما يسمّى «اللواء الأحمر»، وهم حرَسٌ مسلّحون (أو ربما قاتلون مغسولو الأدمغة) شنوا هجومًا على المطار وكان من واجباتهم أيضًا حفظ الأمن على الطرق العامة في المجمع.
بحسب صحيفة النيويورك تايمز فإن أول طبيب متدرب حضر كان الطبيب الشرعي الغياني الدكتور ليسلي سي. موتو. شرّح الدكتور ليسلي مع مساعديه أكثر من 100 جثة في فترة 32 ساعة ووجدوا أن الكبار كلهم محقونون بالسيانيد في أماكن لا يمكن أن يوصَل إليها بلا مساعدة، مثل المنطقة بين لوحي الكتف، وأن كثيرًا منهم كان مصابًا بطلقات نارية. (وروى تشارلز هف وهو جندي من الجيش الأمريكي شهد الحادثة، أنه رأى ضحايا طلقات نارية كثيرين، وضحايا آخرين قُتلوا بالسهام، بدا أن جميعهم كان يحاول الهرب). وشعر موتو أيضًا أن الأطفال لم يستطيعوا أن يوافقوا على الانتحار. وبناءً على تحقيقاته الأولية، وجد موتو أن معظم من ماتوا في جونز تاون ماتوا مقتولين.
ومع أن القانون الغياني يستوجب تشريح أي جثة ماتت موتًا غير طبيعي، فإن الأمريكان أكدوا على أن سبب الموت ظاهرٌ أصلًا وأن البحث الزائد غير ضروري. اشتكى الأقرباء والمسؤولون في الولايات المتحدة الأمريكية من منعهم من الوصول إلى الجثث، وحسب صحيفة نيويورك تايمز، فإن الدكتور ستارمر وهو رئيس الجمعية الوطني للأطباء الشرعيين أرسل رسالة مفتوحة إلى الجيش الأمريكي يذمّ بها نقل البقايا والدفن غير الشرعي لمعظم ضحايا جونز تاون. ولأسباب عديدة، بعضها قانوني وبعضها منطقي فحسب، لم تنقل الجثث من تلك الأدغال النائية في جونز تاون إلا بعد أسبوع، إذ نُقلت إلى نيوجيرسي، وقد تحللت الجثث بشكل كبير في هذا الأسبوع. أجريت بعد هذا 7 تشريحات أجراها أطباء شرعيون، ولكن الأطباء كانوا غير عارفين بنتائج الدكتور موتو، وكانت الجثث فوق هذا متحللة جدًّا فلا تظهر فيها مواقع الحقن أو الجروح الأخرى.